# Lijst van afleveringen van Crime Story
Dit is een lijst met afleveringen van de Amerikaanse televisieserie Crime Story. De serie telt twee seizoenen. Een overzicht van alle afleveringen is hieronder te vinden.

## Seizoen 1
| Nr. | Titel aflevering          | Uitzenddatum VS   |
| --- | ------------------------- | ----------------- |
| 1   | Pilot                     | 18 september 1986 |
| 2   | Final Transmission        | 19 september 1986 |
| 3   | Shadow Dancer             | 26 september 1986 |
| 4   | St. Louis Book of Blues   | 30 september 1986 |
| 5   | The War                   | 7 oktober 1986    |
| 6   | Abrams for the Defense    | 14 oktober 1986   |
| 7   | Pursuit of a Wanted Felon | 28 oktober 1986   |
| 8   | Old Friends, Dead Ends    | 4 november 1986   |
| 9   | Justice Hits the Skids    | 11 november 1986  |
| 10  | For Love or Money         | 5 december 1986   |
| 11  | Crime Pays                | 5 december 1986   |
| 12  | Hide and Go Thief         | 12 december 1986  |
| 13  | Strange Bedfellows        | 26 december 1986  |
| 14  | Fatal Crossroads          | 9 januari 1987    |
| 15  | Torello on Trial          | 16 januari 1987   |
| 16  | The Kingdom of Money      | 30 januari 1987   |
| 17  | The Battle of Las Vegas   | 6 februari 1987   |
| 18  | The Survivor              | 13 februari 1987  |
| 19  | The Pinnacle              | 27 februari 1987  |
| 20  | Top of the World          | 6 maart 1987      |
| 21  | Ground Zero               | 13 maart 1987     |

## Seizoen 2
| Nr. | Titel aflevering                         | Uitzenddatum VS   |
| --- | ---------------------------------------- | ----------------- |
| 1   | The Senator, the Movie Star, and the Mob | 22 september 1987 |
| 2   | Blast from the Past                      | 29 september 1987 |
| 3   | Always a Blonde                          | 20 oktober 1987   |
| 4   | Atomic Fallout                           | 27 oktober 1987   |
| 5   | Shockwaves                               | 3 november 1987   |
| 6   | Robbery, Armed                           | 10 november 1987  |
| 7   | Little Girl Lost                         | 24 november 1987  |
| 8   | Love Hurts                               | 8 december 1987   |
| 9   | Mig 21                                   | 15 december 1987  |
| 10  | Moulin Rouge                             | 5 januari 1988    |
| 11  | Seize the Time                           | 12 januari 1988   |
| 12  | Femme Fatale                             | 19 januari 1988   |
| 13  | Protected Witness                        | 2 februari 1988   |
| 14  | Last Rites                               | 9 februari 1988   |
| 15  | Pauli Taglia's Dream                     | 8 maart 1988      |
| 16  | Roadrunner                               | 15 maart 1988     |
| 17  | Brothel Wars                             | 22 maart 1988     |
| 18  | Byline                                   | 29 maart 1988     |
| 19  | The Hearings                             | 5 april 1988      |
| 20  | Pursuit                                  | 26 april 1988     |
| 21  | Escape                                   | 3 mei 1988        |
| 22  | Going Home                               | 10 mei 1988       |